# Axialfläkt
En axialfläkt är en typ av fläkt som får gas att strömma genom den i en axiell riktning, och parallellt med axeln som bladen roterar runt. Flödet är axiellt vid in- och utgång. Fläkten är utformad för att producera en tryckskillnad, och därmed kraft, för att orsaka ett flöde genom fläkten. 
Faktorer som bestämmer fläktens prestanda inkluderar antalet blad och formen på bladen. Fläktar har många användningsområden, exempelvis i vindtunnlar och kyltorn. Konstruktionsparametrar inkluderar effekt, flöde, tryckökning och effektivitet.
Axialfläktar omfattar i allmänhet färre blad (två till sex) än kanalfläktar.

## Ekvationer
- Tvärs över propellerskivan, kan hastigheter (C1 och C2 ) inte ändras över propellerskivan eftersom det kommer att skapa en stötvåg men fläkten skapar tryckskillnaden över propellerskivan.
{\displaystyle C_{\rm {1}}=C_{\rm {2}}=C} och {\displaystyle P_{\rm {1}}\neq P_{\rm {2}}}
- Arean av propellerskivan med diameter D:
{\displaystyle A={\frac {\pi D^{2}}{4}}}
- Massflödet över propellern:
{\displaystyle {\dot {m}}={\rho AC}}
- Eftersom dragkraft är förändring i massan multiplicerat med massflödets hastighet, dvs förändring i rörelsemängd, är den axiella dragkraften på propellerskivan på grund av ändring i luftens rörelsemängd: 
{\displaystyle F_{\rm {x}}={\dot {m}}{(C_{\rm {s}}-C_{\rm {u}})}={\rho AC}{(C_{\rm {s}}-C_{\rm {u}})}}
- Bernoullis princip uppströms och nedströms:
{\displaystyle {\begin{aligned}P_{a}+{\frac {1}{2}}{\rho C_{u}^{2}}&=P_{1}+{\frac {1}{2}}{\rho C^{2}}\\P_{a}+{\frac {1}{2}}{\rho C_{s}^{2}}&=P_{2}+{\frac {1}{2}}{\rho C^{2}}\end{aligned}}}
- När man subtraherat ovanstående ekvationer:
{\displaystyle P_{2}-P_{1}={\frac {1}{2}}\rho (C_{s}^{2}-C_{u}^{2})}

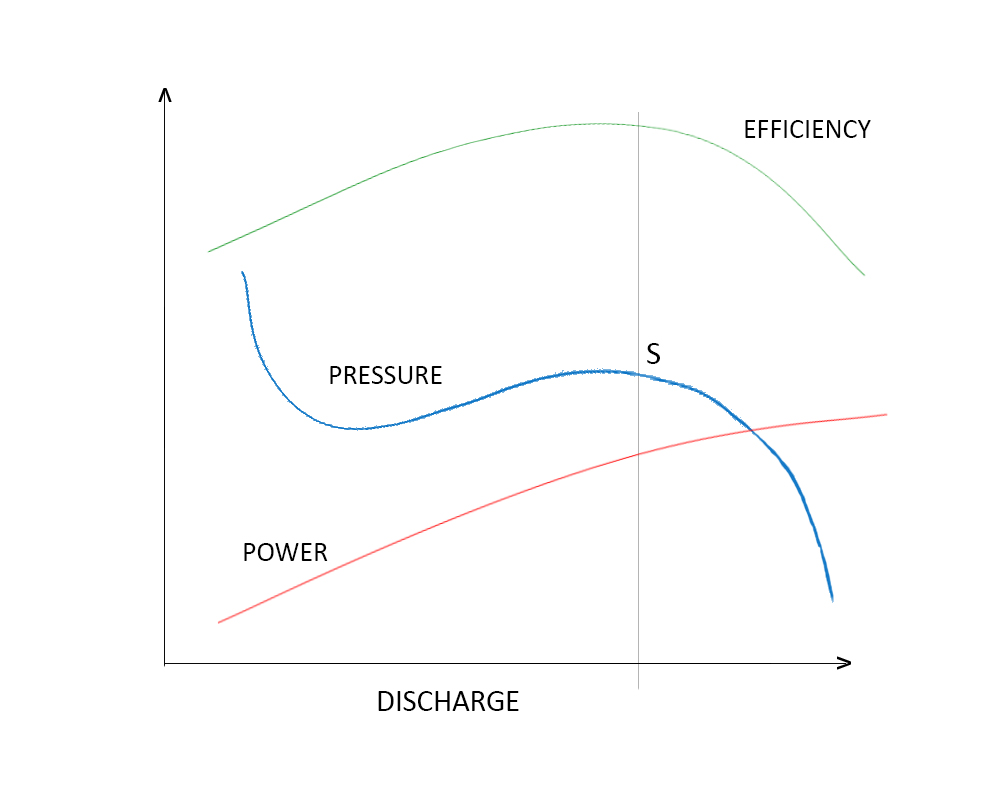
Denna figur visar prestandakurvan för en axialfläkt.

Förhållandet mellan tryckvariationen och volymflödet är viktiga egenskaper hos fläktar. De typiska egenskaperna hos axialfläktar kan studeras från prestandakurvorna. Prestandakurvan för axialfläkten visas i figuren. (Den vertikala linjen som förbinder punkten för maximal effektivitet ritas som möter tryckkurvan vid punkt "S") 